# Juan Pedro Latini
Juan Pedro "Bichi" Latini (Cañuelas, Buenos Aires, 18 de agosto de 1985) es un futbolista argentino. Se desempeña como volante ofensivo y actualmente juega en Ituano Futebol Clube, en la Serie C de Brasil.

## Trayectoria
Debutó como profesional en la Primera B Nacional a los 21 años, en el Estadio José María Minella en Club Atlético Aldosivi, convirtiendo un gol frente a Club Ferro Carril Oeste que les daría la victoria. Sin embargo, Juan Pedro no tuvo un buen comienzo en su vida futbolística, porque disputaba la titularidad con el inigualable ídolo de los hinchas de Aldosivi, Diego López Rago. 
En ese torneo, fue subcampeón y marcó un total de 9 goles. Fue transferido al Ituano Futebol Clube en el 2008, que por ahora ya lleva un total de 24 goles en 40 partidos.

## Clubes
| Club         | País      | Año       | Partidos | Goles |
| ------------ | --------- | --------- | -------- | ----- |
| C.A Aldosivi | Argentina | 2006-2007 | 16       | 5     |
| Ituano       | Brasil    | 2008-2009 | 40       | 24    |